# Larnell Lewis

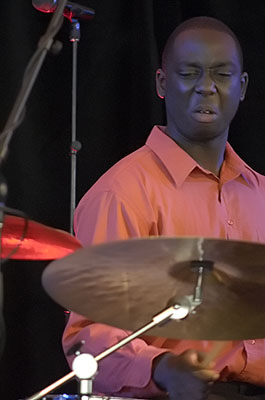
Larnell Lewis (2008)

Larnell Lewis (* 22. März 1984 in Toronto) ist ein kanadischer Fusionmusiker (Schlagzeug, Komposition). Er wurde vor allem als Schlagzeuger der Band Snarky Puppy bekannt.

## Leben und Wirken
Lewis beschäftigte sich bereits im Alter von zwei Jahren mit dem Schlagzeug und wurde frühzeitig als Gospelmusiker ausgebildet. Er lernte auch E-Bass und Klavier. Er studierte auf dem Humber College, wo er 2004 den Oscar Peterson Award for Outstanding Achievement in Music erhielt.
Lewis spielte mit einigen Bands zusammen, unter anderem begleitete er Mike Janzen, Quincy Jones, Jeremy Ledbetter, Etienne Charles, Gregory Porter, Benny Golson, Lalah Hathaway, Jacob Collier, John Scofield, Pat Metheny, Lisa Fisher, Kurt Elling und Gary Burton. Seit 2012 gehört er zu Snarky Puppy, mit denen er 2017 den Grammy Award for Best Contemporary Instrumental Album für Culcha Vulcha (2016) erhielt. Zusammen mit den beiden anderen Snarky-Puppy-Schlagzeugern Robert „Sput“ Searight und Jason „JT“ Thomas war er auf dem Cover der September-Ausgabe 2016 des Magazins Modern Drummer abgebildet.
Im Jahr 2018 veröffentlichte Lewis sein erstes Soloalbum In the Moment, das 2019 für einen Juno Award als „Solo-Jazzalbum des Jahres“ nominiert wurde. 2020 folgte sein Album Relive the Moment. Er ist auch auf Aufnahmen des Toronto Mass Choir sowie auf Alben von David Clayton-Thomas, Emilie-Claire Barlow, Mike Downess, Elizabeth Shepherd und Laila Biali zu hören.
Lewis lehrt als Hochschullehrer am Humber College.